# Hualahuises
Hualahuises là một đô thị thuộc bang Nuevo León, México. Năm 2005, dân số của đô thị này là 6631 người.